# Список населённых пунктов Мышкинского района
Список населённых пунктов Мышкинского района Ярославской области России.
Населённые пункты Мышкинского района Ярославской области
- Мышкин (г.)
- Алферово (д.)
- Ананьино (д.)
- Андреевская (д.)
- Аниковка (д.)
- Аникшино (д.)
- Антеплево (д.)
- Антеплево (д.)
- Антипово (д.)
- Аристово (д.)
- Артемьево (д.)
- Архангельское (с.)
- Афанасово (д.)
- Бабайки (д.)
- Бабино (д.)
- Балакирево (д.)
- Белозёрово (д.)
- Бибиково (д.)
- Блохонка (д.)
- Бобойки (д.)
- Бобойковского Льнозавода (п.)
- Богородское (с.)
- Боково (д.)
- Большое Поповичево (д.)
- Борисовка (д.)
- Борисовская (д.)
- Борок (д.)
- Брагино (д.)
- Буньково (д.)
- Бурдаиха (д.)
- Бурдуково (д.)
- Бурцево (д.)
- Варваринская (д.)
- Василисино (д.)
- Васильевская (д.)
- Вахонино (д.)
- Верхние Плостки (д.)
- Владышино (д.)
- Власовская (д.)
- Володино (д.)
- Володино (д.)
- Воскресенское (с.)
- Высоково (д.)
- Высоцкая (д.)
- Галачевская (д.)
- Глазово (д.)
- Глинино (д.)
- Глинки (д.)
- Глотово (д.)
- Гляденки (д.)
- Говитаново (д.)
- Гологузово (д.)
- Голодово (д.)
- Голосово (д.)
- Голышкино (д.)
- Горбыли (д.)
- Гордеевка (д.)
- Горлово (д.)
- Гражданка (д.)
- Грибаниха (д.)
- Гуляевская (д.)
- Гусево (д.)
- Дворково (д.)
- Дегтярево (д.)
- Дмитриевка (д.)
- Дохлинка (д.)
- Дроздово (д.)
- Дружининская (д.)
- Дубровки (д.)
- Дубровы (д.)
- Дьяконовка (д.)
- Дьяконово (д.)
- Еремейцево (д.)
- Жуково (д.)
- Заглядкино (д.)
- Зарубино (д.)
- Заря (п.)
- Зиновская (д.)
- Зобово (д.)
- Золотуха (д.)
- Иваново (д.)
- Ивановская (д.)
- Ивановское (с.)
- Ивцино (д.)
- Игнатово (д.)
- Игумново (д.)
- Исаково (д.)
- Кадочник (д.)
- Казаково (д.)
- Калинкино (д.)
- Карасово (д.)
- Карпово (д.)
- Кизнево (д.)
- Киндяково (д.)
- Кирьяново (д.)
- Киселево (д.)
- Кишкинская (д.)
- Климово (д.)
- Кожино (д.)
- Кокошилово (д.)
- Кологривцево (д.)
- Коплино (д.)
- Коптево (д.)
- Коптюшка (д.)
- Коровино (д.)
- Корчмино (д.)
- Костенево (д.)
- Костюрино (д.)
- Красново (д.)
- Крестцы (д.)
- Кривец (с.)
- Кривцово (д.)
- Крутец (д.)
- Крутово (д.)
- Крутцы (д.)
- Крюково (с.)
- Кувшиново (д.)
- Кузьминская (д.)
- Кулдычево (д.)
- Кулышево (д.)
- Куракино (д.)
- Курзино (д.)
- Курово (д.)
- Кустово (д.)
- Кучино (д.)
- Лагуново (д.)
- Ларионовская (д.)
- Левинская (д.)
- Левцово (д.)
- Летиково (д.)
- Лодыгино (д.)
- Ломки (д.)
- Лукьяново (д.)
- Лысовская (д.)
- Макаровская (д.)
- Максаково (д.)
- Малое Аристово (д.)
- Малое Поповичево (д.)
- Манушино (д.)
- Марганово (д.)
- Мартнево (д.)
- Мартыново (д.)
- Мартьяниха (д.)
- Марьино (д.)
- Маурино (д.)
- Мерга (п.)
- Митинская (д.)
- Могилицы (д.)
- Мокейцево (д.)
- Морское (д.)
- Мошнинское (д.)
- Муракино (д.)
- Муханово (д.)
- Настасьино (д.)
- Наумово (д.)
- Неверово (д.)
- Нефедово (д.)
- Нефино (д.)
- Нечаевская (д.)
- Нижние Плостки (д.)
- Нинорово (д.)
- Новинки (д.)
- Ново-Александровское (с.)
- Новоселки (д.)
- Ободаево (д.)
- Ожарово (д.)
- Оленино (д.)
- Оносово (д.)
- Осташево (д.)
- Охотино (с.)
- Павлово (д.)
- Палкино (д.)
- Палюшино (д.)
- Папоротная (д.)
- Парфеново (д.)
- Пасынково (д.)
- Пашково (д.)
- Перемошье (д.)
- Петровское (д.)
- Петряево (д.)
- Поводнево (с.)
- Погорелки (д.)
- Позиралки (д.)
- Порхачи (д.)
- Починок (д.)
- Пшеничниково (д.)
- Пятинское (д.)
- Раменье (д.)
- Речково (д.)
- Речная (д.)
- Рождествено (с.)
- Романовка (д.)
- Рыпы (д.)
- Рябинино (д.)
- Савелово (д.)
- Семаксино (д.)
- Семенково (д.)
- Сера (с.)
- Серково (д.)
- Синицино (д.)
- Сопино (д.)
- Сосновец (д.)
- Софьино (д.)
- Спирдово (д.)
- Старово (Охотинское сельское поселение) (д.)
- Старово (Приволжское сельское поселение) (д.)
- Ступино (д.)
- Суворовская (д.)
- Сумароково (д.)
- Тараканово (д.)
- Ташлыки (д.)
- Тепеново (д.)
- Терехонская (д.)
- Тетерюхино (д.)
- Тимонино (д.)
- Толпыгино (д.)
- Терпилово (д.)
- Третьяковка (д.)
- Туворово (д.)
- Турайки (д.)
- Угольники (д.)
- Учма (с.)
- Федорково (д.)
- Федосьино (д.)
- Федюково (д.)
- Флоровское (с.)
- Харинское (с.)
- Хороброво (с.)
- Хохли (д.)
- Хохловка (д.)
- Цикалово (д.)
- Чебыхино (д.)
- Чернево (д.)
- Черноусово (д.)
- Чириково (д.)
- Шабальцево (д.)
- Шалимово (д.)
- Шамино (д.)
- Шелухино (д.)
- Шестихино д Жуковский (д.)
- Шибалово (д.)
- Шипилово (с.)
- Шипиловского Молокозавода (п.)
- Щербинино (д.)
- Юринская (д.)
- Юрьевское (с.)
- Юхоть  (п.)
- Языково (д.)